# Supercoppa del Brasile 2023
La Supercoppa del Brasile 2023 (ufficialmente in portoghese Supercopa do Brasil 2023 o, per ragioni di sponsorizzazione, Supercopa Betano 2023) è stata la sesta edizione della Supercoppa del Brasile.
Si è svolta il 28 gennaio 2022 allo Stadio nazionale Mané Garrincha tra il Palmeiras, vincitore di Série A 2022, e il Flamengo, vincitore della coppa nazionale.

## Formula
Partita in gara unica. In caso di parità dopo i 90 minuti regolamentari sono previsti i tiri di rigore.

## Partecipanti
| Squadre   | Qualificazione                         | Partecipazioni precedenti (il grassetto indica la vittoria) |
| --------- | -------------------------------------- | ----------------------------------------------------------- |
| Palmeiras | Vincitore della Série A 2022           | 2021                                                        |
| Flamengo  | Vincitore della Coppa del Brasile 2022 | 3 (1991, 2020, 2021, 2022)                                  |

## Tabellino
| Arbitro: | W.P. Sampaio |

|                                               |           |                               |
| R. Veiga 38’, 58’ (rig.) G. Menino 45+4’, 74’ | Marcatori | 26’, 51’ G. Barbosa 61’ Pedro |